# Афнер, Пьер (предприниматель)
Жан-Пьер Афне́р (фр. Jean-Pierre Haffner), часто просто Пьер  Афне́р (Pierre Haffner; 30 июля 1821, Саргемин — 12 декабря 1880, Париж) — французский промышленник, производитель сейфов.

## Биография
Получил образование у своего отца — известного в округе слесаря. После этого совершил тур по Франции, работая на различных предприятиях. В 1847 году создал в Париже торговое предприятие, к которому в 1853 году добавились расположенные в Саргемине и в Блисбрюке металлургический и металлообрабатывающий заводы. Вскоре заводы Афнера приобрели особую специализацию — производство сейфов, для которых Афнером был разработан и запатентован особый вид замка́. Помимо этого Афнером был разработан и запатентован особый изоляционный материал, названный им «изолуаром» (фр. osoloir), которым покрывались изготавливаемые сейфы и который позволял выдерживать длительное воздействие на сейф высоких температур. Сейфы фирмы «Пьер Афнер» были высоко оценены, в том числе: дипломом первой степени Всемирной выставки 1855 года в Париже, золотой медалью лондонского промышленного общества, призовой медалью Всемирной выставки 1862 года в Лондоне, наградами Всемирной выставки 1867 года в Париже, Всемирной выставки 1872 года в Лионе, Всемирной выставки 1873 года в Вене, выставки в Чили 1875 года, Всемирной выставки 1878 года в Париже.
В 1856 году Афнером было создано общество взаимной помощи для рабочих его предприятия в Саргемине, где он был президентом. Также в течение 15 лет он был членом городского совета Саргемина.